# Itupeva
Itupeva est une municipalité brésilienne de l'État de São Paulo et la Microrégion de Jundiaí.